# Порожнина тіла
Порожнина тіла — простір, заповнений рідиною.

## Класифікація порожнин тіла
За типом наявної порожнини тіла багатоклітинні тварини поділяються на такі групи:
- Целомні, або целомати (Coelomatae) — тварини, що мають заповнену рідиною порожнину, поверхня котрої повністю вкрита специфічною серозною мембраною — перитоніумом, котрий розвивається з мезодерми. Повне мезодермальне покриття дозволяє органам бути поєднаними, запобігаючи при цьому їхньому зростанню; завдяки цьому забезпечується можливість рухів та безболісних зміщень органів всередині тіла. До цієї групи належить більшість двосторонньо-симетричних тварин, включаючи всіх хребетних. Целом може бути редукований до невеликих залишків (наприклад, у молюсків).
- Псевдоцеломні, або псевдоцеломати (Pseudocoelomatae) — такі, що мають псевдоцель: від целому псевдоцель відрізняється тим, що похідні мезодерми лише частково вкривають його поверхню (або не вкривають взагалі). Таким чином, попри те, що внутрішні органи досить вільно розташовані в порожнині тіла, вони не так добре захищені та впорядковані, як у тварин з дійсним целомом. Всі псевдоцеломні є первинноротими; але не всі первиннороті є псевдоцеломними тваринами. Також терміном «псевдоцель» може позначатись гемоцель молюсків та членистоногих.
- Безцеломні, або ацеломати (Acoelomatae) — такі, що не мають порожнини тіла, а весь простір між внутрішніми органами заповнений тканинами — похідними мезодерми (цю внутрішню клітинну масу ще називають «паренхімою»). Така будова характерна, наприклад, для Плоских червів.

## Целом
Целом забезпечує внутрішнім органам вільний рух, захист при стисканні тіла (завдяки практично нестисній рідині всередині целому), та стале хімічне і фізичне оточення.
Членистоногі та молюски мають сильно редукований, але справжній, целом; основний об'єм їхньої порожнини тіла представлений міксоцелем, що є частиною незамкненої кровоносної системи.
Ембріони ссавців мають дві целомні порожнини: внутрішньоембріонну та зовнішньоембріонну, або хоріонну. Внутрішньоембріонний целом вистілений соматичним та органастичним листками мезодерми, в той час як зовнішньоембріонний целом вистілений зовнішньоембріонною мезодермою. Внутрішньоембріонний целом — єдина ембріонна порожнина, яка існує у ссавців протягом всього життя, тому він часто називається просто «целомом». В ході розвитку ембріону целом може поділятись на окремі камери — наприклад, перикард, що оточує серце.

### Формування
У первинноротих (тварин з типів Молюски, Анеліди, Членистоногі, та деяких інших), мезодерма в ході ембріогенезу формує суцільну клітинну масу між ектодермою та ентодермою. Потім в цій клітинній масі з'являються порожнини, які зливаються в єдину порожнину тіла. Целом такого походження називається шизоцеломом.
У вторинноротих, де мезодерма розвивається з випинань первинної кишки, целом розвивається з порожнин всередині цих випинань (див. схему в статті «Мезодерма»). Такий целом називається ентероцеломом.

### Походження
Походження целому в ході еволюції є досі невизначеним. Найстарішим відомим організмом, у якого був целом, наразі є Вернанімалькула, що жила від 600 до 580 мільйонів років тому.
Основні сучасні теорії походження целому є такими:
- Ацеломатна теорія: целом розвився у безцеломних тварин при збільшенні розмірів організму, що відбувалось швидше за збільшення мезодермальної паренхіми.
- Ентероцельна теорія: целом розвинувся зі шлункових кишень давніх кнідарій. Ця теорія отримала нещодавнє підтвердження при дослідженнях морських плоских червів. Але останнім часом отримано зовсім протилежні дані, і реброплавів розглядають як незалежну від целомат гілку[1]

## Псевдоцель
У деяких первинноротих ембріональний бластоцель (порожнина всередині бластули) зберігається як частина порожнини тіла. Ці первиннороті мають заповнену рідиною порожнину тіла, не вистелену, або частково вистелену тканиною мезодермального походження. Ця порожнина, що оточує внутрішні органи, слугує для розподілу поживних речовин та виводу продуктів метаболізму, а також для підтримання форми тіла (як гідростатичний скелет).

### Псевдоцеломати
В минулому тварини, у яких є псевдоцелом, об'єднувались в одну таксономічну групу; але згодом було доведено, що ці таксони мають різне походження і не є спорідненими. Тим не менше, термін «псевдоцеломні» досі використовується для їхньої загальної несистематичної характеристики.
Псевдоцеломатами називають будь-яких безхребетних тварин з тришаровою будовою тіла та наявністю псевдоцелому. Целом в цій групі був редукований або втрачений зовсім завдяки мутаціям кількох типів генів, що впливають на ранні стадії ембріонального розвитку. Таким чином, псевдоцеломати еволюційно є потомками целомат.
Основними характеристиками, притаманними всім псевдоцеломатам, є такі:
- Відсутність судинної кровоносної системи. Циркуляція поживних речовин та відходів метаболізму відбувається завдяки дифузії та осмосу через всю поверхню організму.
- Відсутність твердого скелету. Форма тіла підтримується завдяки гідростатичному тиску.
- Складна травна система.
- Наявність складних покривів: м'язового мішка, епідермісу, зовнішньої кутикули, що секретується епідермісом, часто — синцитію.
- Більшість має мікроскопічні розміри.
- Абсолютна більшість є паразитами.

Прикладами таксонів псевдоцеломат можуть бути такі: Нематоди (круглі черви), Коловертки, Кінорінхи, Гастротріхи, Пріапуліди, та інші.

## Безцеломні
У безцеломних організмів простір між внутрішніми органами заповнений тканинною масою («паренхимою») мезодермального походження. В цій тканині розташовані внутрішні органи, які, таким чином, виявляються жорстко фіксованими та неспроможними до рухів один відносно одного. Така будова забезпечує доволі добре підтримання сталої форми тіла, але перешкоджає перенесенню поживних речовин та відходів метаболізму.
Окрім того, порівняно з целомними та псевдоцеломними тваринами, внутрішні органи при такій будові тіла набагато менше захищені від ушкодження під зовнішнім впливом, з огляду на відсутність оточуючої порожнини з рідиною, що є практично нездатною до стискання. Проблема дифузії речовин у таких організмів вирішується шляхом набуття пласкої та тонкої форми тіла, часто з численними «фестонами», що забезпечує співвідношенни загальної поверхні до об'єму, достатнє для обміну речовин через всю поверхню тіла.
До безцеломних тварин відносяться плоскі черви, цикліофори, та деякі інші.

## Порожнини тіла людини

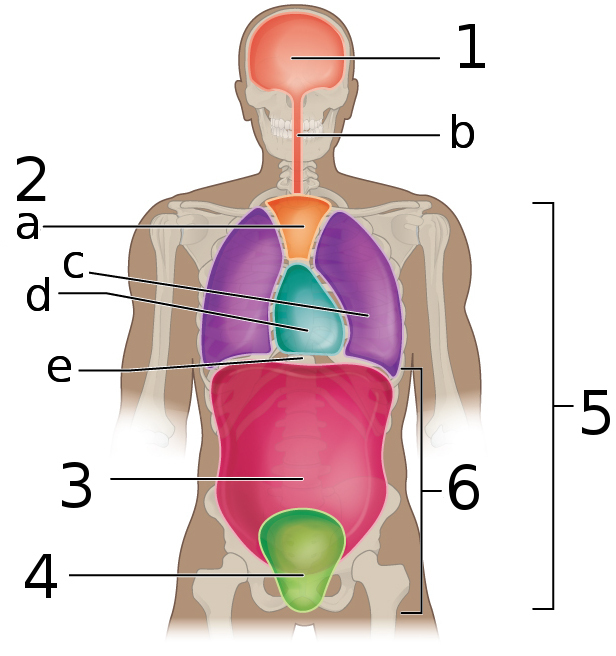
1 — порожнина черепа
2 — грудна порожнина
3 — черевна порожнина
4 — порожнина таза
5 — порожнина тулуба
6 — черевно-тазова порожнина
Літерами позначені:
a — верхнє середостіння
b — порожнина хребетного каналу
c — плевральна порожнина
d — порожнина перикарду в середостінні
e — діафрагма

Анатомічні структури зазвичай описуються за назвою порожнини, де вони розташовані. Межами порожнин слугують перетинки, оболонки та інші структури. Черевна і грудна порожнини містять і захищають вразливі внутрішні органи, і дають їм змогу значно змінювати свої розміри і форму під час виконання своїх функцій. Наприклад, легені, серце, шлунок і кишечник можуть розтягатися і скорочуватися, не розриваючи своїх тканин і не перешкоджаючи роботі сусідніх органів.
Виділяють такі порожнини тіла:
- Черепна порожнина — порожнина у формі великого боба, що займає більшу частину мозкового черепа і містить головний мозок.
- Грудна порожнина — порожнина, що займає простір усередині грудної клітки. Включає в себе такі порожнини нижчого порядку:
  - Верхнє середостіння — клиноподібна порожнина між верхніми ділянками плевральних порожнин.
  - Плевральні порожнини — дві порожнини, розташовані латеральніше груднини і вентральніше хребта. Оточують легені.
  - Порожнина перикарда — порожнина всередині нижнього середостіння, розташована в центрі грудної клітки під верхнім середостінням. Оточує серце.
- Черевна порожнина — порожнина в тулубі, розташована нижче діафрагми. Розділяється на власно черевну порожнину та порожнину таза. Окрім того, окремо виділяють заочеревинний простір.
  - Тазова порожнина — простір, обмежений кістками таза. У вузькому сенсі («малий таз») під нею розуміють простір, обмежений тазовою діафрагмою, тазовим поясом і межевою лінією верхньої апертури таза. У широкому («великий таз») — простір від діафрагми таза до лінії гребенів клубових кісток.
- Порожнина хребетного каналу — дуже вузька, ниткоподібна порожнина, що йде від черепної порожнини всередині спинного мозку.

В англомовній літературі грудну та черевну і тазову порожнини часто об'єднують у загальнішу «вентральну порожнину» (ventral cavity), а черепну порожнину і порожнину хребетного каналу — в «дорсальну порожнину» (dorsal cavity). Це дві найбільші порожнини в людському тілі вважаються основними, а решта — їхніми складовими. Черевну порожнину, коли її розглядають разом з тазовою, називають «черевнотазовою порожниною» (abdominopelvic cavity)